# 셰리단 앳킨슨
셰리단 앳킨슨(Sherridan Atkinson, 1996년 11월 19일 ~ )은 미국의 배구선수이다. 포지션은 라이트이다.

## 대학 생활
미국 퍼튜 대학교에서 4년간 대학생활을 했고, 현재 화성 IBK 기업은행 알토스의 외국인 선수로 뛰고 있는 어도라 어나이와 경쟁 관계였다고 한다.

## 프로 생활

### 터키 여자프로배구리그
졸업 후 2019년 1월에는 터키여자배구리그 갈라타사라이에 입단해 짧게 프로 생활도 경험했으나 풀타임을 소화하지는 못하였다.

### 한국 프로배구 V - 리그
터키 프로배구 리그를 전전하던 중 한국 프로배구 V - 리그의 외국인 선수 트라이아웃 소식을 접하고,
트라이아웃에 참가된 뒤 한국도로공사 하이패스 배구단에 지명되어 입단하였다.
한국 프로배구 V - 리그에서 프로생활을 본격적으로 시작한 뒤 열린 2019 순천·MG새마을금고컵 여자프로배구대회에서 좋은 득점 능력을 보여주며 강렬한 인상을 남겼다.
그러나 실력의 한계가 드러났고, 시즌이 시작되기 전에 무릎 부상을 당해 V - 리그에서 뛰어보지도 못하고 떠나게 됐다.